# Amalia Aguilar
Amalia Aguilar (sinh ngày 3 tháng 7 năm 1924 tại Matanzas, Cuba) là một nữ diễn viên điện ảnh người México gốc Cuba và là vũ công của thời kỳ hoàng kim của điện ảnh México trong những năm 1940 và 1950. Bà được coi là một trong những biểu tượng của bộ phim Rumberas.

## Tuổi thơ
Amalia Rodríguez Carriera sinh ngày 3 tháng 7 năm 1924 tại Matanzas, Cuba. Bà và em gái của mình, Bá Chi được cha mẹ kích thích nghệ thuật từ thời thơ ấu. Bà học múa ba lê ở Havana, với các giáo viên như Lita Enhart, Lalo Maura và Jorge Harrison. Bà bắt đầu sự nghiệp bên cạnh em gái của mình, Bá Chi. Họ được gọi là "Chị em nhà vui vẻ". Hai bà gái là một phần của Công ty Nhà hát Cuba. Tại Havana, các chị em nhà Aguilar đã gặp vũ công Cuba nổi tiếng Julio Richard, người đang tìm kiếm các vũ công trẻ cho vở ballet của mình. Ban đầu, Amalia bị Richard từ chối vì thiếu kinh nghiệm. Sau một vài năm, Cecilia kết hôn khi họ đang đi tour ở Panama. Julio Richard đã chú ý đến Amalia một lần nữa và quyết định đưa bà đến México làm bạn nhảy.

## Sự nghiệp
Ở México, Aguilar ra mắt tại Nhà hát Lírico và các quán rượu chính của Thành phố México, cũng như trong chương trình phát thanh XEW La Hora Mejoral, với Carlos Amador. Cùng năm đó, bà đã quay bộ phim đầu tiên Pervertida, với Ramon Armengod và Emilia Guiú. Thành công và danh tiếng của bà sớm thu hút sự chú ý của Hoa Kỳ. Các nhà sản xuất Hollywood đưa bà đến diễn xuất trong một số câu lạc bộ đêm lớn ở nước này.
Trong thời gian ở Mỹ, bà đã làm việc cùng với các ngôi sao như Bob Hope, Carmen Miranda, Xavier Cugat và The Lecuona Cubaan. Tại Hollywood, bà đã quay bộ phim A night in the Follies (1947), với Evelyn West. Tại Hollywood, các nhà sản xuất dự định cho Amalia tham gia một bộ phim về cuộc đời của Lupe Vélez, nhưng Amalia từ chối làm việc trong ngành công nghiệp Hollywood và quyết định quay lại México.
Quay trở lại México, Aguilar đứng đầu một nhóm nhạc sĩ tên là Los Diablos del Trópico, và tham gia lại điện ảnh México năm 1948 với bộ phim Conozco a los dos. Bà đã làm việc với Pedro Infante trong Dícen que đậu nành mujeriego, và với Germán "Tin Tan" Valdés ở Calabacitas tiernas. Không giống như các đồng nghiệp khác rumberas, Amalia hiếm khi biểu diễn trong các bộ phim truyền hình. Bà thích đóng những nhân vật phấn khích trong những bộ phim hài.
Aguilar đã quay 23 bộ phim chỉ trong 10 năm cùng với các nhân vật như Buster Keaton (El colmillo de Buda, 1949), Sara García (Novia a la medida, 1949), Rita Montaner (Ritmos del Caribe, 1950), Adalberto Martínez " Al son del mambo, 1950), Prudencia Grifell (Los huéspedes de la Marquesa, 1950), Elvira Quintana (Las viudas del Cha Cha Cha, 1955) và Evangelina Elizondo (Los platillos voladores, 1956), trong số những người khác.
Nhân vật kịch tính được nhớ đến nhiều nhất của bà là trong bộ phim Amor perdido (1951), cùng với Víctor Junco. Cần đề cập đặc biệt đến vai diễn của bà trong Las tres alegres comadres, Las interesadas (1952), My Three Merry Widows và Las cariñosasa (1953), nơi bà biểu diễn cùng Lilia del Valle, Lilia Prado (trong hai phần đầu) và Silvia Pinal (trong hai phần cuối).

### Nghỉ hưu
Sau khi kết hôn, Aguilar từ giã sự nghiệp điện ảnh. Bà cư trú vài năm ở Peru, nơi bà thành lập một chuỗi các thẩm mỹ viện và taquerias. Năm 1976, cuối cùng bà trở về México để tái hiện âm nhạc trong Teatro Blanquita với "Resortes", cùng với rumbera Cuba Rosa Carmina. Năm 1981, bà trở lại Peru và trình bày các tác phẩm âm nhạc thành công Perú... te traigo un Son và Salsa Caliente '82.
Năm 2003, đạo diễn phim người México Rafael Montero, đã thuyết phục bà xuất hiện ngắn gọn trong bộ phim Dame tu cuerpo, với sự tham gia của các diễn viên Rafael Sánchez Navarro và Luz María Zetina.
Năm 2010, Aguilar được vinh danh tại thành phố Miami, Florida, nơi sự nghiệp của bà được công nhận và bà được trao chìa khóa cho thành phố, từ thị trưởng Tomás Regalado.

## Cuộc sống cá nhân
bà kết hôn với doanh nhân người Peru Raul Beraún. Sau khi nghỉ hưu, bà mang thai và quyết định cống hiến hết mình cho con cái và hôn nhân. Chồng bà qua đời trong một vụ tai nạn máy bay năm 1962. Họ có ba đứa con: Daphne, Raul và Jorge.

## Đóng phim
- Pervertida (1945)
- Một đêm trong những năm tháng (1947)
- Conozco a los dos (1948)
- Bí ngô đấu thầu (1949)
- Dicen que đậu nành mujeriego (1949)
- En cada puerto un amor (1949)
- Novia a la medida (1949)
- El Colmillo de Buda (1949)
- La vida en broma (1950)
- Al son del mambo (1950)
- Ritmos del Caribe (1950)
- Los Huespedes de la Marquesa (1950)
- Amor perdido (1951)
- Nhiệt đới Delirio (1952)
- Las Tres Alegres Comadres (1953)
- Las Interesadas (1953)
- Mis tres viudas alegres (1953)
- Los dineros del diablo (1953)
- Las Cariñasas (1954)
- Las Viudas del Cha Cha (1955)
- Los platillos Voladores (1956)
- Los tiviudos (1957)
- Bà tu Cuerpo (2003)